# Cristianismo, tolerancia social y homosexualidad
Cristianismo, tolerancia social y homosexualidad: los gays en Europa occidental desde el comienzo de la era cristiana hasta el siglo XIV es un ensayo escrito por John Boswell en 1980 y publicado en español en Barcelona, por Muchnik Editores en 1992.
A través de una sólida documentación el autor expone que las actitudes de cristianos hacia los homosexuales fueron positivas hasta el siglo XII, punto en el que en toda Europa se trataba con ecuanimidad al amor y las relaciones sexuales entre personas del mismo sexo.
Es una investigación sobre la historia de la intolerancia, estructurada en cuatro partes: “Puntos de partida”, “La tradición cristiana”, “Fortunas cambiantes” y “El nacimiento de la intolerancia”.